# San Pedro (wulkan)
San Pedro (hiszp. Volcán San Pedro) – stratowulkan w południowej Gwatemali, departamencie Sololá, w łańcuchu wulkanicznym ciągnącym się wzdłuż południowego wybrzeża Gwatemali. Wznosi się na wysokość 3020 m n.p.m..
Wulkan góruje nad pobliskim jeziorem Atitlán. Wokół wznoszą się kolejne dwa wulkany: Atitlán i Tolimán. Wygasły wulkan jest popularnym celem wycieczek podejmowanych z leżącej u podnóża miejscowości San Pedro La Laguna.